# Mark Reynolds
Mark Reynolds, född den 2 november 1955 i San Diego, Kalifornien, är en amerikansk seglare.
Han tog OS-guld i starbåt i samband med de olympiska seglingstävlingarna 2000 i Sydney.